# Rem als Jocs Olímpics d'estiu de 1968
Als Jocs Olímpics d'Estiu de 1968 celebrats a Ciutat de Mèxic (Mèxic) es disputaren set proves de rem, totes elles en categoria masculina. La competició tingué lloc entre els dies 13 i 19 d'octubre de 1968 al Llac Xochimilco.
Hi participaren un total de 353 remers de 29 comitès nacionals diferents.

## Resum de medalles
| Prova                        | Or | Argent | Bronze |
| Scull individual Detalls     | Henri Wienese | Jochen Meissner | Alberto Demiddi |
| Doble Scull Detalls          | Unió SovièticaAnatoly Sass · Alexander Timoshinin | Països BaixosHenricus Droog · Leendert Van Dis | Estats UnitsJohn Nunn · William Maher |
| Dos sense timoner Detalls    | RDAJörg Lucke · Heinz-Jörg Bothe | Estats UnitsLawrence Hugh · Tony Johnson | DinamarcaPeter Christiansen · Ivan Larsen |
| Dos amb timoner Detalls      | ItàliaPrimo Baran · Renzo Sambo · Bruno Cipolla | Països BaixosHerman Suselbeek · Hadriaan van Nes · Roderick Rijnders                                                                               | DinamarcaJorn Krab · Harry Jorgensen · Preben Krab |
| Quatre sense timoner Detalls | RDAFrank Forberger · Frank Rühle · Dieter Grahn · Dieter Schubert                                                                                              | HongriaZoltan Melis · Jozsef Csermely · György Sarlos · Anta Melis                                                                                 | ItàliaRenato Bosatta · Pie Conti Manzini · Tullio Baraglia · Abramo Albini |
| Quatre amb timoner Detalls   | Nova ZelandaDick Joyce · Ross Collinge · Dudley Storey · Warren Cole · Simon Dickie                                                                            | RDAPeter Kremtz · Manfred Gelpke · Roland Göhler · Klaus Jacob · Dieter Semetzky                                                                   | SuïssaDenis Oswald · Peter Bolliger · Hugo Waser · Jakob Grob · Gottlieb Fröhlich |
| Vuit amb timoner Detalls     | RFAHerts Mayer · Wolfgang Hottenrott · Dirk Schreyer · Egbert Hirschfelder · Rüdiger Henning · Joerg Siebert · Lutz Ulbricht · Nikolaus Ott · Günther Thiersch | AustràliaAlfred Duval · David Douglas · Michael Morgan · John Ranch · Joseph Frazio · Gary Pierce · Peter Dickinson · Robert Shirlaw · Alan Grover | Unió SovièticaZigmas Jukna · Alexander Matryshkin · Antanas Bagdonavichus · Vitaulas Briedis · Vladimir sterlik · Valentin Kravchik · Lozopas Yagelavichus · Victor Suslin · Yury Lorentsson |

## Medaller
| Posició | País           | Or | Argent | Bronze | Total |
| 1       | RDA            | 2  | 1      | 0      | 3     |
| 2       | Països Baixos  | 1  | 2      | 0      | 3     |
| 3       | RFA            | 1  | 1      | 0      | 2     |
| 4       | Itàlia         | 1  | 0      | 1      | 2     |
| 4       | Unió Soviètica | 1  | 0      | 1      | 2     |
| 6       | Nova Zelanda   | 1  | 0      | 0      | 1     |
| 7       | Estats Units   | 0  | 1      | 1      | 2     |
| 8       | Austràlia      | 0  | 1      | 0      | 1     |
| 8       | Hongria        | 0  | 1      | 0      | 1     |
| 10      | Dinamarca      | 0  | 0      | 2      | 2     |
| 11      | Argentina      | 0  | 0      | 1      | 1     |
| 11      | Suïssa         | 0  | 0      | 1      | 1     |